# Liebiegův zámeček
Liebiegův zámeček (Liebiegs Schlösschen, též Liebiegova vila – neplést s další Liebiegovou vilou, bývalou Oblastní galerií) je výstavní vila stojící v Jablonecké ulici ve městě Liberci nedaleko Harcovské přehrady. Byla vybudována jako rodinné a reprezentativní sídlo pro rod textilních baronů. Charakter výjimečnosti získala nejen prolínajícími se historickými slohy, ale i uměleckými prvky zdůrazňujícími urozenost a majetnost. Liebiegova vila byla zapsána 30. prosince 1987 jako nemovitá kulturní památka.

## Historie
Stavbu honosného rodinného sídla velkopodnikatelského rodu Liebiegů zahájil roku 1897 baron Theodor Liebieg. Spolu se strýcem Heinrichem Liebiegem plánoval vybudovat pohodlné sídlo nedaleko rodinných továren. V letech 1897 až 1898 byla postavena pod vedením Adolfa Bürgera centrální část a severozápadní hrázděné křídlo. Objekt byl inspirován německým neorenesančním stylem. Byl použit význačný prvek tohoto stylu, napodobenina hrázdění na fasádě patra. Další výstavba objektu pokračovala v roce 1904. Byla postavena centrální část budovy ve stylu romantizujícího eklektismu. Dominantou se stala věž s rodinnou kaplí. Věž s dlátkovou střechou a pozoruhodnými kamenickými pracemi patří mezi typické ukázky romantismu v architektuře. Byla realizována vídeňským architektem Hubertem Walterem Moldheimem. V roce 1911 byla stavba dokončena. Podle návrhu norimberského architekta Jacoba Schmeissnera bylo postaveno východní křídlo budovy libereckým stavitelem Richardem Wojatschekem. Ten vycházel z německé neorenesance a historizující secese. Vznikla tak hlavní část celého komplexu, které na jižní straně dominuje vysoký trojstupňový štít.
Interiéry odpovídají náročností architektuře zámečku. Mezi nejhodnotnější prostory patřil Sál bájí z roku 1911, vyzdobený mytologickými freskami malíře Julia Mössela. 
Na části pozemku v malebném údolí Harcovského potoka byl vybudován park. Na jeho okraji byly postaveny domy pro rodinné příslušníky Liebiegů. Lze říci, že konečnou podobu dal stavbě i jejímu okolí architekt Jakob Schmeissner. Liebiegův zámeček a jeho propojení se složitým terénem patří v Liberci k nejzajímavějším stavbám z přelomu devatenáctého a dvacátého století.
Theodor Liebieg žil ve vile až do své smrti v roce 1939. V témže roce proběhla ještě zásadní přestavba. Stavitel Wojatschek podle plánů architekta Waltera Reitze zrušil vstupní halu a vytvořil prostor pro další místnosti. Po smrti pána domu vilu zdědila vdova Marie Ida von Liebieg. Před druhou světovou válkou byl v parku vily vybudován protiletecký kryt. V roce 1945 byla vila zkonfiskována a chátrala. V sedmdesátých letech dvacátého století byl objekt opraven. Společnost Textilana umístila do budovy mateřskou školku a dětské jesle. V letech 1991 a 1992 zde sídlilo vedení této společnosti. Po ukončení činnosti společnosti v roce 2004, přešla vila do majetku města Liberce. V roce 2005 byla provedena rozsáhlá rekonstrukce. V Sále bájí byly například odkryty malby. Objekt je využíván magistrátem města Liberce.
Vila je otevřena pro veřejnost jedenkrát ročně na Dny Evropského dědictví s komentovanou prohlídkou.